# János Csák
János Csák (ur. 15 października 1962 w Budapeszcie) – węgierski przedsiębiorca, menedżer i dyplomata, w latach 2011–2014 ambasador Węgier w Wielkiej Brytanii, od 2022 do 2024 minister kultury i innowacji.

## Życiorys
W 1987 ukończył socjologię finansów na Uniwersytecie Nauk Ekonomicznych w Budapeszcie, a w 1996 program z zakresu zarządzania na University of Michigan. Początkowo pracował w urzędzie statystycznym. Później obejmował różne stanowiska dyrektorskie i menedżerskie w sektorze energetycznym, telekomunikacyjnym i finansowym. Był m.in. dyrektorem finansowym w przedsiębiorstwie Matáv (1994–2000), prezesem kompanii MOL (1999–2000) oraz przewodniczącym rady dyrektorów Westel Mobil Távközlési (1997–2001). W 2003 zajął się prowadzeniem własnej działalności w branży doradczej, został też właścicielem wydawnictwa Helikon i tygodnika politycznego „Heti Válasz” (2004).
W latach 2011–2014 pełnił funkcję ambasadora Węgier w Wielkiej Brytanii. Powrócił następnie do działalności biznesowej. Został dyrektorem niewykonawczym w Gedeon Richter i Bank of China, prezesem funduszu startupowego Arete, współwłaścicielem festiwalu i współprzewodniczącym węgiersko-słowackiej izby przemysłowo-handlowej.
W maju 2022 objął stanowisko ministra kultury i innowacji w piątym rządzie Viktora Orbána. Urząd ten sprawował do czerwca 2024.